# Paulo Henrique Chagas de Lima
Paulo Henrique Chagas de Lima (nascut el 12 d'octubre de 1989), comunament conegut com a Paulo Henrique Ganso o simplement Ganso, és un futbolista professional brasiler que juga per l'Amiens SC, cedit pel Sevilla FC com a migcampista ofensiu.